# Neuromante
Neuromante (Neuromancer) è un romanzo di fantascienza di William Gibson, pubblicato nel 1984.
Primo romanzo di Gibson, è unanimemente considerato il manifesto del genere cyberpunk e l'opera che ha imposto il medesimo all'attenzione del grande pubblico. È stato inoltre il primo romanzo ad aggiudicarsi tutti i maggiori premi letterari dedicati alla science-fiction: Premio Hugo, Nebula e Philip K. Dick Award.
Neuromante costituisce il primo volume della cosiddetta Trilogia dello Sprawl, completata dai successivi Giù nel ciberspazio (Count Zero, 1986) e Monna Lisa Cyberpunk (Mona Lisa Overdrive, 1988).
La prima edizione italiana risale al 1986, a cura della Editrice Nord.

## Storia editoriale

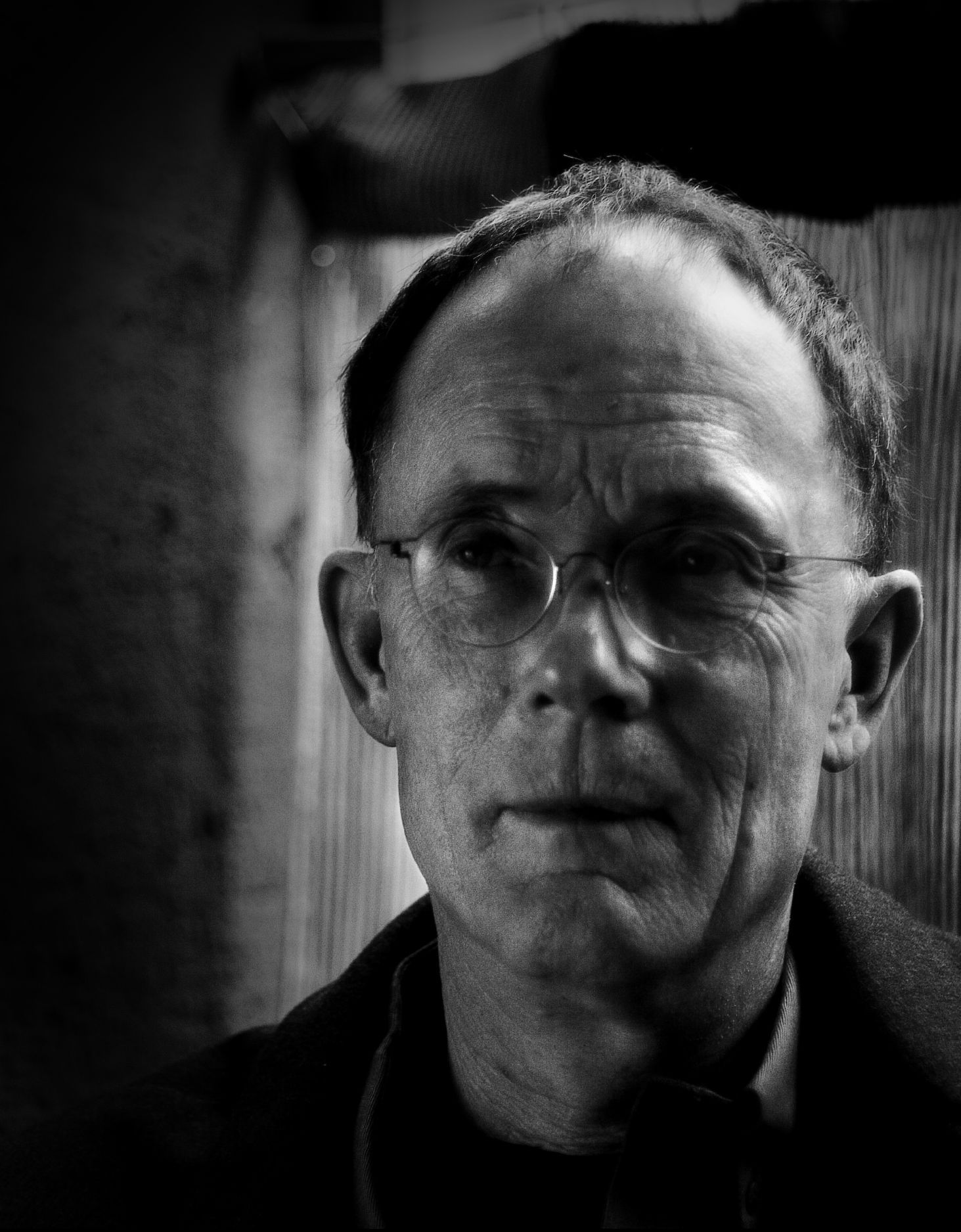
William Gibson, 17 marzo 2008.

Neuromante è il primo romanzo di William Gibson. Il libro fu inizialmente pubblicato in edizione economica all'interno della collana Ace Science Fiction Specials dalla Ace Books, casa editrice nordamericana.
Fino ad allora lo scrittore si era cimentato in una serie di racconti brevi, pubblicati attraverso alcune riviste di fantascienza (soprattutto Omni) e in seguito raccolti nell'antologia La notte che bruciammo Chrome (1986).
In alcuni di essi (Johnny Mnemonico, La notte che bruciammo Chrome, New Rose Hotel) è possibile scorgere buona parte dell'universo immaginifico elaborato successivamente in Neuromante: in particolare il distopico underground urbano, l'"allucinazione consensuale" del cyberspazio, l'egemonia di potere delle multinazionali (le cosiddette Zaibatsu).

## Trama
(Incipit di Neuromante)
Case è un "cowboy della consolle", un hacker. Il suo sistema nervoso è stato danneggiato, rendendogli impossibile il collegamento alla "Matrice", la rete informatica globale. Egli si trova a Chiba, in Giappone, nella vana ricerca di una cura che gli consenta di accedere nuovamente al cyberspazio. Quando ogni speranza sembra ormai perduta, Case viene reclutato da un misterioso personaggio che si fa chiamare Armitage. La cura tanto agognata gli viene offerta in cambio della sua collaborazione a una missione dai contorni oscuri. Armitage è accompagnato da una "samurai della strada", una combattente dal fisico artificialmente potenziato di nome Molly.
La prima tappa dell'operazione vede il trio volare verso lo Sprawl, un'immensa area metropolitana che si estende lungo la costa Est degli Stati Uniti, da Boston ad Atlanta. L'obiettivo è il furto del costrutto di Dixie Flatline, un celebre hacker ormai deceduto la cui personalità è stata memorizzata all'interno di una cartuccia ROM (dispositivo informatico in sola lettura): il supporto del Flatline è fondamentale per il prosieguo della missione. Nel frattempo Case e Molly scoprono che Armitage è manipolato da un'intelligenza artificiale nota come Invernomuto: l'enigmatico mercenario è solo un alias dietro il quale si cela l'instabile identità di Willis Corto, un colonnello delle Forze Speciali dal tragico passato.
Recuperato il Flatline, l'azione si sposta nella città turca di Istanbul: Armitage ha organizzato il rapimento di un ambiguo individuo di nome Peter Riviera, uno strano illusionista capace di generare incredibili visioni olografiche grazie ad alcuni impianti speciali. Il ruolo di Riviera è quello di infiltrarsi nella villa di Lady Tessier-Ashpool per carpirle una password e aprire la strada a Molly, che dovrà eliminare ogni ostacolo, e Case, che dovrà penetrare l'ICE della villa. Archiviato il reclutamento forzato dell'infido illusionista, l'insolito quartetto decolla alla volta del satellite artificiale di Freeside, una sorta di Las Vegas orbitale, dove si trova la dimora dei Tessier-Ashpool.
Su Freeside, Case scopre che tutta l'operazione è stata occultamente orchestrata dall'entità Invernomuto: il suo fine ultimo è quello di eliminare i controlli di Turing (limitazioni codificate nell'hardware) che gli impediscono di evolversi in un'intelligenza superiore. Villa Straylight, un'enorme dimora situata all'estremità del fuso di Freeside è il luogo del redde rationem: mentre Riviera tradirà i "colleghi", Case e Molly saranno gli unici a sopravvivere agli eventi (rispetto al quartetto iniziale) e a liberare infine l'I.A.

## Personaggi

### Principali
Henry Dorsett CaseL'antieroe protagonista del romanzo: è un "cowboy del cyberspazio", un hacker. Il suo sistema nervoso è stato danneggiato e ora non è più in grado di collegarsi alla Matrice. Viene reclutato dal misterioso Armitage che, in cambio delle sue abilità di hacker, gli offre una cura per il danno neurale.
MollyUna "samurai della strada", una combattente. Il suo fisico è potenziato artificialmente attraverso l'impianto di lame retrattili poste sotto le unghie e lenti multifunzione che le coprono gli occhi. Anche lei, come Case, è stata ingaggiata da Armitage. È un personaggio ricorrente nei racconti e nei romanzi della "Trilogia dello Sprawl".
ArmitageUn misterioso personaggio dietro al quale si nasconde l'instabile identità di Willis Corto, un colonnello delle Forze Speciali sopravvissuto a un'azione militare finita nel sangue. Il suo obiettivo è creare un team per una missione dai contorni oscuri.
Dixie FlatlineAlias di McCoy Pauley, un celebre cowboy del cyberspazio ormai deceduto la cui personalità è stata memorizzata all'interno di un "costrutto ROM". Il suo ruolo è quello di assistere Case durante le sue incursioni nel cyberspazio.
Peter RivieraUn ambiguo e sadico personaggio in grado di creare illusioni olografiche molto realistiche grazie ad alcuni impianti speciali. Viene rapito e reclutato con la forza nel team di Armitage.
InvernomutoÈ il codice di riconoscimento di un'intelligenza artificiale al servizio del clan Tessier-Ashpool. È attraverso il suo operato occulto che Armitage riesce a mettere insieme il team composto da Case, Molly e Riviera. Il suo scopo finale è eliminare i "controlli di Turing" che gli impediscono di evolversi in un'intelligenza superiore. Si manifesta a Case e a Dixie attraverso "maschere" di personaggi reali: Deane e Finn.
Lady 3Jane Marie-France Tessier-AshpoolL'ereditiera del clan Tessier-Ashpool. Vive isolata in un'enorme dimora, Villa Straylight, situata sul satellite artificiale di Freeside.
NeuromanteÈ la controparte di Invernomuto. Il suo mainframe è situato a Rio de Janeiro, in Brasile. Neuromante vuole impedire che Invernomuto raggiunga il suo obiettivo finale. Allo scopo, imprigiona Case in una realtà simulata nel cyberspazio, dove l'hacker scopre che l'IA aveva salvato la coscienza di Linda Lee, la sua ex compagna. Contrariamente al "fratello", Neuromante ha sviluppato una personalità propria e utilizza delle memorie RAM per copiare delle coscienze umane e farle evolvere nel cyberspazio (ad esempio Linda e, successivamente, Case stesso e Dixie Flatline).

### Secondari
FinnIl "Finlandese" è un ricettatore di software e un vecchio amico di Molly. Viene ingaggiato nel team di Armitage come tecnico delle apparecchiature.
MaelcumUn abitante di Zion, un insediamento spaziale nei pressi del Freeside costruito da una colonia di aderenti Rastafari, e pilota del rimorchiatore Marcus Garvey. Aiuta Case a penetrare a villa Straylight.
Linda LeeTossicodipendente e residente a Chiba City, è l'ex fidanzata di Case e provoca la serie iniziale di eventi della storia con una bugia sull'intenzione del suo datore di lavoro di ucciderlo.
Julius "Julie" DeaneCommerciante della città di Chiba, fornisce informazioni a Case su vari affari del mercato nero. Ha 135 anni. Quando Linda Lee viene uccisa, Case trova le prove che Deane ha ordinato la sua morte. Più avanti nella storia, Invernomuto assume le sembianze di Deane per parlare con Case nel cyberspazio.
HideoNinja, servitore personale e guardia del corpo di Lady 3Jane.

## Glossario
Cyberspazio/MatriceRappresentazione grafica di dati ricavati dai database di ogni computer connesso alla rete.
HosakaProduttore di computer e microchip.
Ono-Sendai Cyberspace 7Il più costoso computer dell'Hosaka: è l'hardware che consente di collegarsi al cyberspazio.
I.C.E.Acronimo di "Intrusion Countermeasures Electronics" (Contromisure Elettroniche Anti-intrusione), rappresenta l'attuale concetto di firewall. Il termine è stato coniato dallo scrittore Tom Maddox.
Costrutto R.O.M.Registrazione inalterabile della personalità di un soggetto, inserita all'interno di una cartuccia R.O.M. (Read Only Memory - Memoria di sola lettura).
MicrosoftMinuscoli chip contenenti software di varia natura.
SimstimSintesi di "Simulated Stimulation" (Stimolazione Simulata). È un'interfaccia che permette di condividere l'esperienza sensoriale di un soggetto terzo.
SprawlSterminato agglomerato urbano che si estende lungo la costa Est degli Stati Uniti, da Boston ad Atlanta (indicato anche come "B.A.M.A.", acronimo di Boston-Atlanta Metropolitan Axis).
TuringUna sorta di polizia informatica che si occupa di prevenire e reprimere la pirateria e impedire, tramite degli omonimi protocolli hardware e software, lo sviluppo delle IA.
ZaibatsuLe multinazionali. Il termine appartiene al vocabolario giapponese con cui si indicavano i grandi gruppi industriali e finanziari controllati da singole famiglie.

## Critica
Da Chiba City allo sterminato Sprawl (un immenso agglomerato urbano che si estende lungo la costa Est degli Stati Uniti), passando per una decadente Istanbul fino al satellite artificiale di Freeside, l'affresco metropolitano dipinto da Gibson è un ambiente iper-antropizzato, caotico, spesso violento, dove gli "affari" sono un "costante ronzio subliminale e la morte la punizione accettata per la pigrizia, la negligenza, la mancanza di grazia, l'incapacità di badare alle esigenze di un intricato protocollo". Il paesaggio è caratterizzato dalle enormi arcologie delle multinazionali, da periferie degradate e complessi industriali dismessi.
(William Gibson, Neuromante)
Ma la danza degli affari è soprattutto virtuale: il cyberspazio (o matrice) è un infinito spazio elettronico a cui è possibile accedere per archiviare, scambiare, carpire dati/informazioni. È forse la più lucida e profetica intuizione di Gibson: così carica di significato da elevare il neologismo a termine di uso comune.
(William Gibson, Neuromante)
Il potere economico-finanziario, gli affari, il business, sono dominati dalle grandi Corporazioni, le Multinazionali, le zaibatsu: la loro egemonia travalica i confini dei singoli stati e determina il destino del mondo immaginato da Gibson.
(William Gibson, Neuromante)
La trama, pur affidandosi ad una struttura tradizionale noir/hard boiled, tende a rimanere sullo sfondo, quasi indecifrabile. I cambi di scena sono repentini, l'agire dei personaggi ermetico. La prosa risulta densa di dettagli, con riferimenti volutamente decontestualizzati, caratterizzata da un uso costante di neologismi e termini gergali: un inedito connubio tra il cosiddetto "linguaggio della strada" e vocaboli mutuati dal gergo informatico. Diversi i richiami verso elementi tratti direttamente dalla cultura pop: dalla musica, al cinema, fino al fumetto.
(William Gibson, Neuromante)

## Opere derivate
Nel 1988 dal romanzo fu ricavato un videogioco omonimo sotto forma di avventura grafica, prodotto dalla Interplay Production per diverse piattaforme (Amiga, Apple II, Commodore 64, DOS): il videogioco includeva la canzone Some things never change della band post-punk Devo.
Nel 1989, la Epic Comics Group pubblicò un Graphic Novel di 42 tavole che copriva i primi due capitoli del romanzo. Nel 2004, all'interno dell'antologia The Ultimate Cyberpunk curata dalla scrittrice Pat Cadigan, fu pubblicata una nuova serie di tavole (peraltro non ultimative dell'opera).
Nel 1992 una versione di Neuromante fu distribuita dalla Voyager Company's sotto forma di Expanded Book, una sorta di eBook ante litteram, per la piattaforma Apple PowerBook.
Nel 1994 una versione accorciata del romanzo, letta da Gibson in persona, fu incisa in 4 musicassette dalla Time Warner Audio Books: all'opera contribuì la rock band U2 con due tracce musicali. Nel 1997 una versione audio completa fu letta da Arthur Addison.
Nel 2003 l'inglese BBC Radio propose un adattamento audio per la serie Play of the Week.
Per quanto riguarda il cinema, una bozza di sceneggiatura venne scritta dal regista inglese Chris Cunningham ma il progetto non vide mai la luce; alcune indiscrezioni coinvolsero il regista statunitense Joseph Kahn. Il regista canadese Vincenzo Natali (già autore de Il Cubo) ha lavorato alla realizzazione di un lungometraggio per circa cinque anni, anche in questo caso senza successo.
Nel novembre 2022 si vociferava che Apple TV+ stesse cercando di iniziare a lavorare su un progetto per adattare Neuromante in una serie TV con Miles Teller nel ruolo principale e Graham Roland come showrunner. Nel febbraio 2024 Apple TV+ ha annunciato di aver dato il via libera alla serie, che sarà coprodotta da Skydance Television, Anonymous Content e DreamCrew Entertainment, per dieci episodi, con J. D. Dillard che si è unito a Roland come co-showrunner e regista dell'episodio pilota. Callum Turner è stato annunciato nell'aprile 2024 per interpretare Case, mentre Briana Middleton si unisce al cast come Molly nel giugno 2024.

## Edizioni
- Neuromancer, Ace Science Fiction Specials, Ace Books, 1984, ISBN 0-441-56956-0.
- Neuromante, traduzione di G. Cossato e S. Sandrelli, Cosmo Serie oro 80, Editrice Nord, 1986,  p. 260. - Collana Tascabili, Nord, 1991; Collana di Narrativa, Nord, 1993, ISBN 88-429-0746-4, pp. 256; Collana I Libri-Mito, Nord, 1999, ISBN 88-429-1068-6, con uno scritto di Bruce Sterling, Collana Oscar Classici Moderni, Milano, Mondadori, 2003, ISBN 978-88-045-1644-6; Collana Narrativa, Nord, 2004, ISBN 88-429-1352-9.
- Neuromante, traduzione di Tommaso Pincio, Collana Oscar Moderni. Cult, Milano, Mondadori, 2023, ISBN 978-88-047-5223-3.